# 森田站
森田站（日语：／ Morita eki）是位於福井縣福井市榮町10番46號，福井幸福鐵道的Hapi-line Fukui線車站。

## 歷史
- 1897年（明治30年）9月20日 - 鐵道院福井站至小松站之間開通，此站啟用。（為一般車站）。
- 1909年（明治42年）10月12日 - 制定路線名稱，此站成為北陸本線車站。
- 1948年（昭和23年）6月28日 - 發生福井地震，使車站大樓、下行月台和候車室等場所全部損毀。1名車站職員受傷。在地震發生時，車站內沒有乘客[1]。同時，福井至森田之間的九頭龍川鐵橋倒塌。
- 1949年（昭和24年）4月 - 車站大樓重建（成為現在模樣）[1]。
- 1973年（昭和48年）4月10日 - 終止貨物起卸業務（成為旅客車站）。
- 1984年（昭和59年）2月1日 - 終止行李起卸業務。
- 1987年（昭和62年）4月1日 - 伴隨國鐵分割民營化，車站由西日本旅客鐵道（JR西日本）營運。
- 2000年（平成12年）7月1日 - 不再安排車站職員當值，成為簡易委託車站[2]。
- 2018年（平成30年）9月15日 - 此站可以使用ICOCA[3][4]。
- 2024年（令和6年）3月16日 - 隨北陸新幹線延伸至敦賀，車站改由福井幸福鐵道營運。

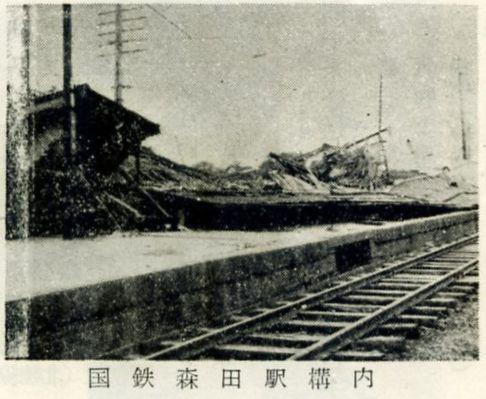
福井地震後的森田站（1948年）
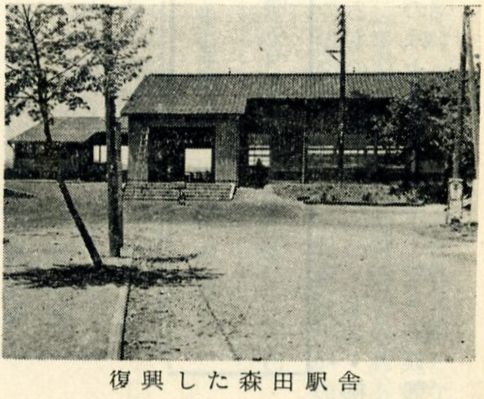
地震後重建的車站大樓
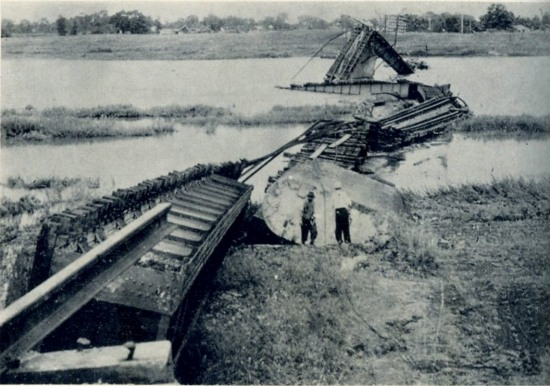
在福井地震倒塌，在福井站至森田站之間的九頭龍川鐵橋

## 車站構造
車站是一座地面車站，設有2面2線的側式月台。由於此站沒有轉轍器或絶対信號機，因此此站被分類為停留所。車站大樓位於上行月台側（1號月台），兩月台之間設有跨線橋連接。
現時的車站大樓建築物是在福井地震後重建，為木造建築物。由於車站大樓的地面與月台一樣高，因此大樓與道路（縣道125號森田停車場線）設有梯級。
此站是由JR西日本金澤分社福井地域鐵道部管理的簡易委託車站。車站內設有售票櫃臺（設有POS終端）和IC卡專用的簡易閘機。

### 月台
| 月台 | 路線               | 上下行 | 方向           |
| ---- | ------------------ | ------ | -------------- |
| 1    | ■Hapi-line Fukui線 | 上行   | 福井、敦賀方向 |
| 2    | ■Hapi-line Fukui線 | 下行   | 金澤方向       |

在引入ICOCA後，此站才開始編排月台編號。

## 使用狀況
根據「福井縣統計年鑑」，在2018年（平成30年）度，1日平均乘車人次為901人。以下列出近年1日平均乘車人次：
| 年度   | 一日平均 乘車人次 |
| ------ | ----------------- |
| 1997年 | 783               |
| 1998年 | 757               |
| 1999年 | 729               |
| 2000年 | 733               |
| 2001年 | 787               |
| 2002年 | 796               |
| 2003年 | 789               |
| 2004年 | 773               |
| 2005年 | 788               |
| 2006年 | 784               |
| 2007年 | 812               |
| 2008年 | 844               |
| 2009年 | 801               |
| 2010年 | 778               |
| 2011年 | 787               |
| 2012年 | 765               |
| 2013年 | 791               |
| 2014年 | 783               |
| 2015年 | 811               |
| 2016年 | 840               |
| 2017年 | 875               |
| 2018年 | 901               |

## 車站周邊
車站位於福井市市區中。在1967年前，車站位於舊吉田郡森田町中心。
- 福井市政廳（日语：福井市役所）森田聯絡所
- 福井市天池河川公園
- 仁愛女子短期大學
- 森田郵局

## 巴士路線
※代表該路線在星期六、日、假日和年尾年頭暫停服務。
京福巴士 JR森田站巴士站
在車站以東約30米的福井縣道125號森田停車場線上
- 東行乘車處
  - 27 大學醫院新田塚線 : 經羽崎前往縣立大學、福井大學醫院（日语：福井大学医学部附属病院）（永平寺町）  ※
- 西行乘車處
  - 27 大學醫院新田塚線 : 經仁愛女子短大前、市立圖書館前（日语：福井市立図書館）前往福井站 ※
  - （40 森田線　落客站※）

京福巴士 森田榮町巴士站
在車站以東約200米的福井縣道30號福井丸岡線（鳳凰通）上
- 北行乘車處
  - 31、32 丸岡線 : 經栗森、西瓜屋前往丸岡城（坂井市）
- 南行乘車處
  - 31 丸岡線 : 經田原町、大名町前往福井站
  - 32 丸岡線 : 經町屋町、城町前往福井站 ※

## 相鄰車站
Hapi-line Fukui
■Hapi-line Fukui線
福井－森田－春江

## 註腳
1. 1 2  『森田町誌』（1954年10月15日印刷、11月1日發行、森田町公所）
2. ↑  JR森田駅、簡易委託で協定 （页面存档备份，存于）（日語） - 福井新聞（2000年6月29日） ※「福井のニュース 10年前のきょう」（2010年6月29日）
3. 1 2   (PDF) (新闻稿). 西日本旅客鉄道金沢支社. 2018-05-30  [2020-09-13]. （原始内容 (PDF)存档于2019-05-28） （日语）.
4. ↑  . 福井新聞. 2018-05-31  [2018-06-04]. （原始内容存档于2018-06-04） （日语）.
5. ↑  福井縣統計年鑑 （页面存档备份，存于）（日語）
6. ↑   (PDF). 福井県.   [2020-05-10]. （原始内容存档 (PDF)于2021-11-03） （日语）.

## 外部連結
- 森田站 - Hapi-line Fukui （页面存档备份，存于）（日語）